# Centro de Ensino Superior dos Campos Gerais
O Centro de Ensino Superior dos Campos Gerais (Cescage) é uma instituição privada de ensino superior, com sede na cidade de Ponta Grossa, Paraná, Brasil.
Desde 2009 tramitava na justiça o litígio da gestão dos cursos da instituição devido ao fim da sociedade entre José Sebastião Fagundes Cunha e  Julia Streski. Os sócios, que eram casados, entraram num acordo em 2014. O Cescage ficou para José Sebastião Fagundes Cunha.